# 히트 호크
히트 호크(영어: heat hawk, 일본어: ヒートホーク)는 애니메이션 《기동전사 건담》 등 《건담 시리즈》에 등장하는 가공의 무기이다.

## 개요
TV 애니메이션 《기동전사 건담》 제4화부터 등장했다. 자쿠 II S형(샤아 전용 자쿠 II)가 건담과의 교전 시에 사용해 건담 바주카를 절단했으며, 빔 사벨과 겨루었다. "히트 호크"라는 명칭은 제5화에서 언급되었으며 같은 화에서 적열화로 건담 실드에 손상을 입혔고, 제21화에서는 자쿠 II가 히트 호크로 건담의 옆구리에 손상을 입혔다.
설정에서는 고열을 발생시켜 적을 절단한다고 설명한 자료외에 우주 공간에서 콜로니 건설 작업용 공구가 발전한 것으로 고주파 유전이나 초음파 진동에 의해 칼날을 고온화시켰다고 설명하는 자료도 보인다.

## 우주세기 이외에서의 히트 호크
애프터 워를 무대로 한 TV 애니메이션 《기동신세기 건담 X》에서는 구혁명군의 기체인 제니스의 장비로 히트 호크가 등장한다.

## 상품화
2020년에 히트 호크를 모티브로 한 페이퍼 나이프가 반다이 스피리츠와 선스타 문구에서 발매되었다.

## 같이 보기
- 히트 로드